# Marnay-sur-Marne
Marnay-sur-Marne ist eine französische Gemeinde mit 333 Einwohnern (Stand: 1. Januar 2022) im Département Haute-Marne in der Region Grand Est. Sie gehört zum Arrondissement Chaumont und zum Kanton Nogent. Die Bewohner werden Marnaysiens und Marnaysiennes genannt.
Die Gemeinde erhielt 2022 die Auszeichnung „Drei Blumen“, die vom Conseil national des villes et villages fleuris (CNVVF) im Rahmen des jährlichen Wettbewerbs der blumengeschmückten Städte und Dörfer verliehen wird.

## Geografie
Die Gemeinde Marnay-sur-Marne liegt an der Marne, zwölf Kilometer südöstlich von Chaumont. Sie ist umgeben von folgenden Nachbargemeinden:
| Foulain            |                                             | Poulangy            |
| Leffonds           | Kompassrose, die auf Nachbargemeinden zeigt | Nogent              |
| Villiers-sur-Suize | Faverolles                                  | Vesaignes-sur-Marne |

## Bevölkerungsentwicklung
| Jahr                       | 1962 | 1968 | 1975 | 1982 | 1990 | 1999 | 2008 | 2019 |
| -------------------------- | ---- | ---- | ---- | ---- | ---- | ---- | ---- | ---- |
| Einwohner                  | 179  | 188  | 171  | 187  | 245  | 263  | 289  | 336  |
| Quellen: Cassini und INSEE |      |      |      |      |      |      |      |      |

## Sehenswürdigkeiten

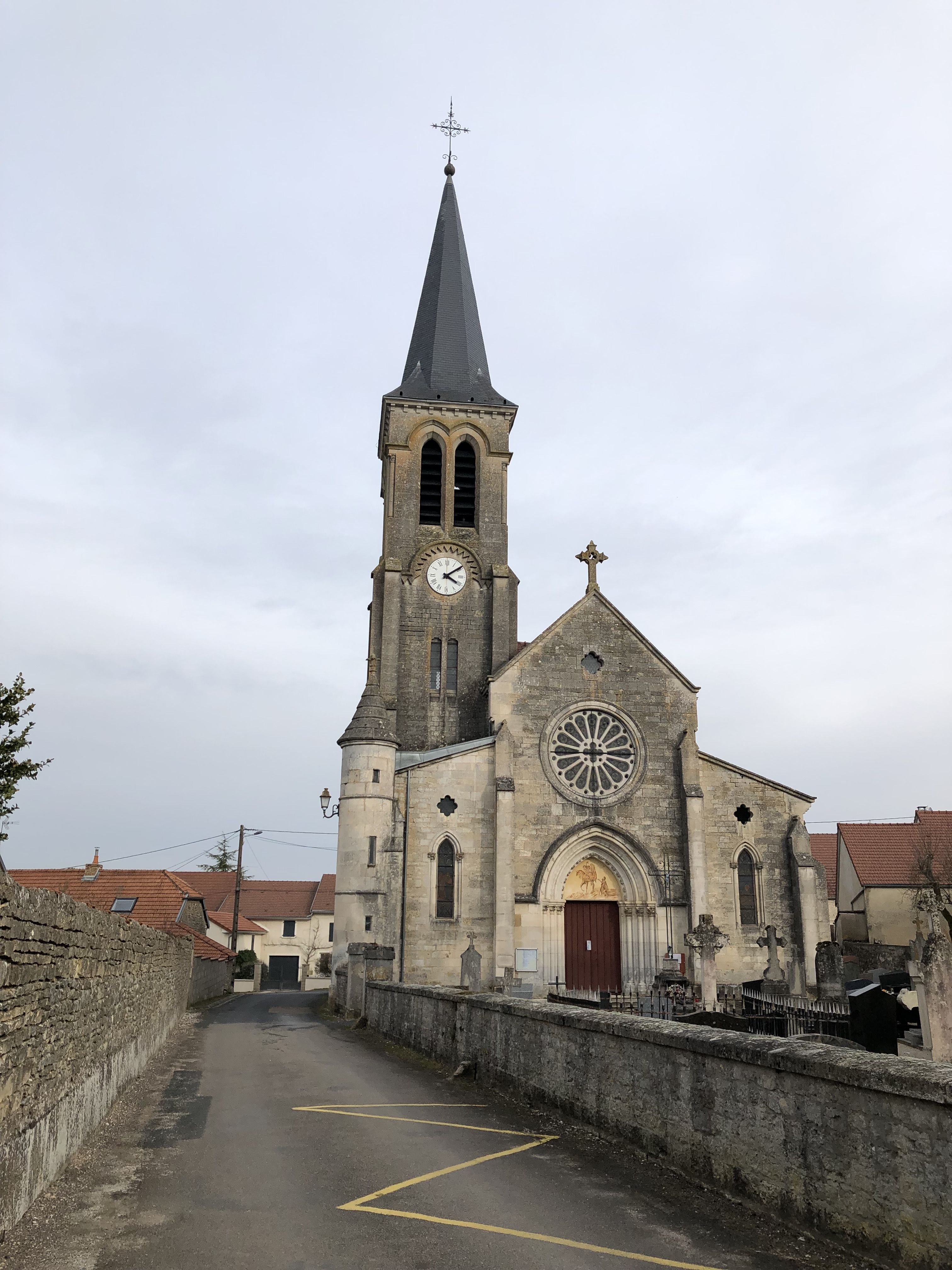
Kirche Saint Martin

- Kirche Saint Martin